# Justice NGL (трубопровід для ЗВГ)
Justice NGL (трубопровід для ЗВГ) — трубопровід у Техасі, котрий доправляє зріджені вуглеводневі гази (ЗВГ) до кількох фракціонаторів.
На початку 2010-х років компанія Energy Transfer Partners спорудила за сто тридцять кілометрів на південний захід від Х'юстона газопереробний завод Джексон. Останній мав провадити підготовку «жирного» (багатого на гомологи метану) природного газу, доправленого по газопроводу Rich Eagle Ford Mainline з місць видобутку на сланцевій формації Ігл-Форд (південь Техасу). Крім того, на майданчику ГПЗ завершувався введений у дію в 2012-му трубопровід Lone Star West Texas Gateway, по якому подавались ЗВГ із басейну Перміан (суміжні райони Техасу та Нью-Мексико). В подальшому підготована суміш ЗВГ транспортується pdslcb до установок фракціонування у Свіні та Монт-Белв'ю по трубопроводу Justice NGL, котрий само став до ладу так само у 2012-му.
На своєму шляху Justice NGL може приймати додатковий об'єм вуглеводнів із іншого трубопроводу Liberty NGL.
Трубопровід виконаний в діаметрі 500 мм та має довжину 130 миль. Його добова потужність становить 340 тисяч барелів.